# Paleis van de Shirvanshah
Het paleis van de Shirvanshah (Şirvanşahlar sarayı) is te vinden in de binnenstad (Bakı İçəri şəhər) van de Azerbeidzjaanse hoofdstad Bakoe.
Het paleis werd in het begin van de 15e eeuw gebouwd in opdracht van Ibrahim I van Shirvan toen Bakoe de hoofdstad werd van het Sjirvansjahrijk. Het complex omvat naast het paleis onder andere een mausoleum, een hamam en een moskee. Het is gedeeltelijk vervallen tot een ruïne. Het paleis en de maagdentoren werden in het jaar 2000 ingeschreven als Werelderfgoed.